# شركة الظل
"شركة الظل" هو فيلم وثائقي أخرجه نيك بيكانك وجايسون بورك ورواه الممثل جيرارد بتلر. يتناول الفيلم صناعة المرتزقة والشركات العسكرية الخاصة، مسلطًا الضوء على الدور الذي تلعبه هذه الشركات في النزاعات الحديثة. صدر الفيلم على أقراص دي في دي في أغسطس 2006.

## المحتوى
الفيلم الوثائقي لا يقدم سرداً صوتياً كاملاً أو هيكلاً قصصياً خطياً. بدلاً من ذلك، يتم التعامل مع القضايا المعروضة بطريقة موضوعية. يستخدم صانعو الفيلم ثلاث طرق رئيسية لتنظيم وعرض المعلومات. الأولى من خلال الحساب الشخصي لمقاول أمني يُدعى جيمس أشكروفت، والثانية من خلال طرح الأسئلة والإجابة عليها مباشرة، أما الطريقة الثالثة فهي استخدام دراسات حالة قصيرة. يحتوي الفيلم على لقطات لجنود مرتزقة وجنود من الشركات العسكرية الخاصة أثناء التدريب في العراق. كما تمت دعوة المخرج نيك بيكانيك للإدلاء بشهادته أمام لجنة مجلس الشيوخ حول موضوع المرتزقة في 21 سبتمبر 2007.

### الرسائل من جيمس
في فترات معينة من الفيلم الوثائقي، يتم قراءة مقتطفات من رسائل مختلفة كتبها مقاول أمني يُدعى جيمس أشكروفت (بصوت جيرارد بتلر). تسلط هذه الرسائل الضوء على تفاصيل عمل جيمس وحياته في العراق، بالإضافة إلى جزء بسيط من تاريخه الشخصي. تُعرض الكثير من المواقف الكوميدية في هذه المشاهد. علاوة على ذلك، تعمل هذه الرسائل كمقدمة وختام لأجزاء المقابلات في الفيلم الوثائقي.
في أحد المشاهد، يتم عرض مشهد سريع عن حياة جيمس حتى وصوله إلى العراق. يكتشف المشاهد أن جيمس أشكروفت كان خريج جامعة أكسفورد. بعد التخرج بفترة، انضم إلى الجيش البريطاني، ثم عمل كحارس شخصي في ميلانو وباريس. عندما يستمع الجمهور إلى رسالته الأولى، يكتشفون أنه استقال من وظيفته الأخيرة في شركة محاماة قبل التوجه إلى العراق.
عمله الجديد في العراق يتضمن كونه مقاولًا أمنيًا لشركة عسكرية خاصة ذات سمعة جيدة. يقول إنه يعمل بنظام "ستة أسابيع عمل وثلاثة أسابيع إجازة"، مما يعني أنه يعمل لمدة ستة أسابيع ثم يحصل على إجازة لمدة ثلاثة أسابيع، وتُكتب الرسائل خلال فترة الأسابيع الستة. كما يذكر أنه يعمل من فيلا في المنطقة الخضراء، وهي المنطقة التي يقيم فيها سلطة الائتلاف المؤقتة.
يشارك أشكروفت كيف تحصل شركته على أسلحة مثل أيه كيه-47 ورشاش بي كي من سوق مدينة الصدر، وكيف تتعامل القوات الأمريكية أو شركته مع المتمردين. كما نشر جيمس أشكروفت سيرته الذاتية بعنوان Making A Killing بالتعاون مع كليفورد ثرلو، وتم نشر الكتاب بواسطة شركة فيرجن في المملكة المتحدة عام 2006 وفي الولايات المتحدة عام 2007.
يتم تخصيص جزء من عائدات مبيعات الـدي في دي لصالح مدرسة كيب كوميونوتي الابتدائية في فريتاون، سيراليون.

## المشاركون في المقابلات
المذكورين في البيان الصحفي هم:
- بي. دبليو. سينجر، كبير المحللين في مؤسسة بروكينغز.

- آلان دبليو. بيل، رئيس شركة Globe Risk International.

- روبرت يونغ بيلتون، مؤلف ومغامر.

- مادلين دروهان، مؤلفة وصحفية.

- إيان تشيرش، مغامر.

- فيل لانكستر، رائد متقاعد في القوات المسلحة الكندية (مساعد روميو دالير خلال بعثة الأمم المتحدة إلى رواندا[3]).

- سلافكو إيليك، مقاول أمني.

- كوبوس كلاسنس، مقاول أمني.

- نيل إليس، مقاول عسكري خاص.

- دوغ بروكس، رئيس IPOA.

- ستيفن جيه كانيل، منتج ومنشئ سلسلة فريق النخبة.

- إيك-هنر دبليو. كلوج، أستاذ أخلاقيات.

- فرانسيس ستونور ساندرز، مؤلفة ومؤرخة.

- جون إف. مولينز، محارب قديم في حرب فيتنام تحول إلى مرتزق، اشتهر بكونه بطل ومستشار عسكري لسلسلة ألعاب الفيديو Soldier of Fortune.

- تاشا برادسل، صحفية.

## روابط خارجية
- الموقع الرسمي
- Shadow Company  في قاعدة بيانات الأفلام على الإنترنت (بالإنجليزية)
- "Who's Fighting Our Wars?", AlterNet News, January 9, 2006.
- "Anger deep in the heart of Texas"[وصلة مكسورة], Toronto Star, March 17, 2006.
- "Shadow of the front line"[وصلة مكسورة], Toronto Star, March 17, 2006.
- "Shadow Company" نسخة محفوظة 2007-10-16 على موقع واي باك مشين., Hollywood Reporter, June 22, 2006.
- "In the company of mercenaries", North Adams Transcript (MA), December 7, 2006.